# Pseudovermiporella
Pseudovermiporella es un género de foraminífero bentónico de la familia Calcivertellidae, de la superfamilia Nubecularioidea, del suborden Miliolina y del orden Miliolida. Su especie tipo es Pseudovermiporella sodalica. Su rango cronoestratigráfico abarcaba desde el Asseliense superior (Pérmico inferior) hasta el Changshingiense (Pérmico superior).

## Discusión
Clasificaciones previas incluían Pseudovermiporella en la familia Cornuspiridae de la superfamilia Cornuspiroidea.

## Clasificación
Pseudovermiporella incluye a las siguientes especies:
- Pseudovermiporella elliotti †
- Pseudovermiporella graiferi †
- Pseudovermiporella longipora †
- Pseudovermiporella nipponica †
- Pseudovermiporella sodalica †